# Murat Bosporus
Özgür Bakar (* 16. Dezember 1979 in Wolfratshausen), besser bekannt unter seinem Ringnamen Murat Bosporus, ist ein deutscher Wrestler.

## Karriere

### Sportlicher Hintergrund/Anfänge
Bakar war vor seiner Wrestlingkarriere aktiver Ringer. Er tritt seit März 2002 als Wrestler auf und war ab 2004 in den beiden größten deutschen Wrestlingligen westside Xtreme wrestling (wXw) und German Stampede Wrestling vertreten. Sein Ringcharakter ist mit Überbetonung seiner türkischen Herkunft ausgelegt.

### Nationale und internationale Auftritte
2006 wurde Bakar als erster Deutscher in die größte japanische Wrestlingliga Pro Wrestling NOAH eingeladen, wo er in der Folge zahlreiche Matches absolvierte. Zwischenzeitlich hatte auch der Wrestling-Marktführer World Wrestling Entertainment Interesse an dem Wolfratshausener bekundet; vor einer Show in München gab es bereits ein Tryout (Probe-Match). Ende August 2007 wurde Bakar aufgrund persönlicher Differenzen mit dem damaligen wXw-Management von der Promotion entlassen. Im Rahmen der „TNA Maximum Impact“-Tour 2011 bestritt Bakar am 25. Januar 2011 in Berlin ein Match gegen Jeff Jarrett, welches er jedoch verlor.

## Erfolge
- German Stampede Wrestling

- 1× GSW Breakthrough Champion

- westside Xtreme wrestling

- 2× wXw Tag Team Champion

- New Blood Wrestling

- 1× Gewinner des NBW Dutch Masters Tournament (2005)

- Turkish Power Wrestling

- 1× TPW Intercontinental Champion (aktueller Titelträger)

## Sonstiges
- Bakar war Gast bei Stefan Raab in der Fernsehsendung TV total und in den NDR-Sendungen 3 nach 9 und Sportclub.
- Sein Freund, der Rapper Eko Fresh, schrieb für ihn seine Einzugsmusik und stellt bei Wrestlingveranstaltungen seinen Manager dar.
- 2010 nahm Bosporus an der Reality-Show Solitary teil und verließ diese als Fünftplatzierter.
- Am 14. März 2015 nahm er an der WOK WM 2015 teil.